# Gina Krog
Gina Krog (20 de junio de 1847 – 14 de abril de 1916) fue una pionera del feminismo, profesora, editora y política liberal noruega. Jugó una función central en el movimiento de las mujeres noruegas de 1880 hasta su muerte, como defensora principal del derecho de las mujeres a la educación y a votar. Fundó la Asociación noruega para los derechos de las mujeres junto con el Primer Ministro liberal Hagbart Berner.

## Biografía
Jørgine Anna Sverdrup Krog nació en Flakstad, Lofoten, hija del sacerdote parroquial Jørgen Sverdrup Krog y de Ingeborg Anna Dass Brinchmann. Después de la temprana muerte de su padre vivió con su madre en Karmøy hasta los ocho años, cuando se mudó a Christiania. En Christiania acudió a una escuela para chicas. Más tarde trabajó como profesora  autodidacta en escuelas privadas durante varios años, hasta  1880. Fue tía del escritor Helge Krog, y hermanastra de Cecilie Thoresen Krog.
También fue una de las primeras mujeres en ir a las montañas de Jotunheimen, lo que le proporcionó su reputación como alpinista.

## Carrera
En 1880 Gina Krog viajó a Gran Bretaña, donde pasó una temporada en Berford College y entabló contactos en la Unión Nacional de Sociedades de Sufragio de Mujeres y la líder de la organización Millicent Garrett Fawcett. De vuelta a Noruega empezó a escribir artículos periodísticos, en un primer momento bajo pseudónimo y más tarde en su nombre. Perteneció al grupo de feministas radicales, pidiendo igualdad total en los derechos políticos entre mujeres y hombres, a diferencia con las feministas más moderadas que se centraban en la mejora de las condiciones económicas de las mujeres. Proclamó el derecho a voto para las mujeres en condiciones iguales a las de los hombres. Este punto de vista llegó a ser un tema controvertido dentro del movimiento feminista de la época.
Krog fundó junto al presidente Hagbard Emanuel Berner, la Asociación Noruega para los Derechos de las Mujeres en 1884, de la cual fue vicepresidenta hasta 1888. Editó la publicación periódica Nylænde de esta asociación desde su comienzo en 1817 hasta su muerte en 1916. En 1885, Berner renunció como presidente como protesta contra la charla de Krog a favor del voto femenino.
En diciembre de 1885 Krog fundó Kvinnestemmerettsforeningen (KSF), una asociación exclusivamente para mujeres. Doce años después, tras conflictos internacionales con los miembros más comprometidos, Krog abandonó dicha asociación y fundó la Asociación Nacional para el Sufragio de Mujeres en 1898. En 1904 fundó el Consejo Nacional de Mujeres de Noruega (asociado con el Consejo Internacional de Mujeres) y presidió esta organización hasta su muerte.
Krog se convirtió pronto en miembro del Partido Liberal y fue elegido miembro adjunto de su junta nacional en 1909.
Gina Krog fue la primera mujer noruega a la que se le dedicó un funeral público. A su funeral acudieron el Primer Ministro, el Presidente de Storting y el Presidente del Tribunal Supremo.

## Legado
El Premio Gina Krog, otorgado por la Asociación Noruega de Derechos de la Mujer desde 2009, lleva el nombre en su honor.
El 8 de marzo de 2013, el campo petrolero Dagny pasó a llamarse Gina Krog por Statoil en su honor.